# Народный комиссариат по военным делам РСФСР
Народный комиссариат по военным делам РСФСР (Народный комиссариат обороны РСФСР) — государственный орган РСФСР, осуществлявший руководство армией, действовал с 23 ноября 1917 года по 12 ноября 1923 года и с 4 марта 1944 года по 15 марта 1946 года (?).
С декабря 1922 года фактически исполнял функции органа власти СССР.

## История
26 октября 1917 года декретом «Об учреждении Совета Народных Комиссаров» II Всероссийского съезда Советов был образован Комитет по военным и морским делам, 27 октября он был переименован в Совет народных комиссаров (СНК) по военным и морским делам. На его основе 23 ноября 1917 года был создан Народный комиссариат по военным делам во главе с Коллегией, на которую были возложены функции управления аппаратом бывшего Военного министерства. После создания в сентябре 1918 года Реввоенсовета Республики общее руководство вооружёнными силами осуществлял этот орган, Л. Д. Троцкий являлся его председателем и одновременно наркомом по военным делам.
Наркомат упразднён в связи с образованием Народного комиссариата по военным и морским делам СССР
1 февраля 1944 года Народный комиссариат обороны СССР был преобразован из союзного в союзно-республиканский, и через месяц наркомат был воссоздан под названием Народный комиссариат обороны РСФСР.
Законом СССР от 15 марта 1946 г. «О преобразовании Совета Народных Комиссаров СССР в Совет Министров СССР и Советов Народных Комиссаров союзных и автономных республик — в Советы Министров союзных и автономных республик» и Указом Президиума Верховного Совета РСФСР от 23 марта 1946 г. Совет народных комиссаров РСФСР был преобразован в Совет министров РСФСР.

## Наркомы
- Подвойский, Николай Ильич — 23 ноября 1917 года — 13 марта 1918 года[4]
- Троцкий, Лев Давидович — 14 марта 1918 года — 12 ноября 1923 года